# Tổng thống România
Tổng thống România là nguyên thủ quốc gia của România. Tổng thống được bầu trực tiếp bởi một hệ thống hai vòng với nhiệm kỳ năm năm (kể từ năm 2004, sau khi Hiến pháp được sửa đổi năm 2003). Một cá nhân có thể phục vụ hai điều khoản. Trong nhiệm kỳ của mình tại vị, Tổng thống có thể không phải là thành viên của bất kỳ đảng chính trị nào.
Văn phòng của Tổng thống được thành lập vào năm 1974, khi nhà lãnh đạo Cộng sản Nicolae Ceaușescu nâng chức chủ tịch của Hội đồng Nhà nước lên làm chủ tịch điều hành chính thức. Nó dần dần có hình thức hiện tại trong các giai đoạn sau Cách mạng România, đỉnh điểm là việc thông qua hiến pháp hiện tại của România năm 1991.
Tổng thống hiện tại của România là Nicușor Dan, kể từ ngày 26 tháng 5 năm 2025.

## Lịch sử
Thủ tục đình chỉ và luận tội đã được thực hiện ba lần. Lần đầu tiên coi Tổng thống Ion Iliescu, sau một tuyên bố liên quan đến việc trả lại các tài sản bị tịch thu bất hợp pháp trong những năm Cộng hòa xã hội chủ nghĩa România cho chủ sở hữu ban đầu hoặc những người thừa kế của họ. Nỗ lực đầu tiên này vào năm 1995 đã không vượt qua cuộc bỏ phiếu trong Quốc hội.
Nỗ lực thứ hai đã thành công, với người bị đình chỉ là Traian Băsescu, tại chức vào tháng 4 năm 2007. Ông trở thành tổng thống đầu tiên bị đình chỉ thành công và cũng là người đầu tiên phải đối mặt với một cuộc bỏ phiếu luận tội trước người dân, liên quan đến các vấn đề với các hành vi vi hiến. Việc luận tội toàn dân đầu phiếu được tổ chức vào ngày 19 tháng 5 năm 2007, và Basescu sống sót sau nỗ lực luận tội. Kết quả là từ chối đề xuất 24,94% ủng hộ 75,06% phản đối.
Nỗ lực thứ ba dẫn đến đình chỉ thành công lần thứ hai vào tháng 7 năm 2012, một lần nữa chống lại Traian Băsescu. Cuộc trưng cầu dân ý được tổ chức vào ngày 29 tháng 7 năm 2012 và kết quả được 88,7% ủng hộ và 11,3% phản đối, với tỷ lệ cử tri được tính là 46,24%; dưới ngưỡng 50% + một phiếu bầu cần thiết tại thời điểm trưng cầu dân ý. Các Tòa án Hiến pháp không đưa ra phán quyết về việc xác nhận của trưng cầu dân ý vào thời điểm đó, với lý do bất thường trong danh sách bầu cử vĩnh viễn. Vào ngày 21 tháng 8, Tòa án coi cuộc trưng cầu dân ý không hợp lệ, và một lần nữa Băsès đã thắng thế vì bị lật đổ.

## Thời kỳ cộng sản
Trong thời kỳ Cộng sản, tổng thống đã được Đại hội đồng quốc gia bầu ra với nhiệm kỳ 5 năm, không giới hạn nhiệm kỳ. Ông từng là cựu chủ tịch của Hội đồng Nhà nước, và có quyền hành động về bất kỳ vấn đề nào không yêu cầu Hội nghị Hội đồng Nhà nước. Ông cũng bổ nhiệm và bãi nhiệm các bộ trưởng và người đứng đầu các cơ quan trung ương. Khi GNA không tham gia phiên họp, tổng thống có thể bổ nhiệm và bãi nhiệm chủ tịch Tòa án tối cao và tổng công tố viên mà không cần sự chấp thuận của Hội đồng Nhà nước; thật vậy, ông thậm chí không được yêu cầu tham khảo ý kiến các đồng nghiệp của Hội đồng Nhà nước khi đưa ra quyết định như vậy. Ceaușescu đã tạo ra văn phòng để biến mình thành người ra quyết định chính cả về tên lẫn thực tế. Trước đây, ông đã từng là người đầu tiên trong số những người bình đẳng trong Hội đồng Nhà nước, có được quyền lực thực sự của mình từ sự lãnh đạo của Đảng Cộng sản România. Trong thực tế, ông đã sử dụng quyền lực của mình để hành động trong tất cả các vấn đề không yêu cầu một hội nghị toàn thể để cai trị bằng sắc lệnh và thường xuyên chiếm đoạt nhiều quyền lực thuộc về Hội đồng Nhà nước nói chung.

## Lời thề của chức vụ
Sau khi Tòa án Hiến pháp thừa nhận tính hợp pháp của cuộc bầu cử, Hạ viện sẽ họp trong phiên họp chung. Tổng thống được bầu sẽ tuyên thệ nhậm chức sau đây, được quy định bởi điều 82 của Hiến pháp:
tiếng Romania: Jur Sa-mi dăruiesc toată puterea şi priceperea pentru propăşirea spirituală şi materială một poporului La Mã, SA tôn trọng Constituţia şi legile ţării, SA APAR democraţia, drepturile şi libertăţile fundamentale ale cetăţenilor, suveranitatea, independenţa, unitatea şi integritatea teritorială một României. Aa să-mi ajute Dumnezeu!
Tôi thề một cách long trọng rằng tôi sẽ cống hiến tất cả sức mạnh và khả năng tốt nhất của mình cho phúc lợi tinh thần và vật chất của người dân România, tuân thủ Hiến pháp và pháp luật của đất nước, để bảo vệ nền dân chủ, các quyền cơ bản và tự do của đồng bào - công dân, chủ quyền, độc lập, thống nhất và toàn vẹn lãnh thổ của România. Vì vậy, hãy giúp tôi Chúa!

## Quyền hạn và nhiệm vụ
Theo Hiến pháp năm 1991 (sửa đổi năm 2003), các quyền lực tổng thống đã bị kiềm chế trái ngược với những người áp dụng ở România cộng sản, nhưng văn phòng tiếp tục có ảnh hưởng đáng kể trong một hệ thống chính phủ bán tổng thống.
Nhiệm vụ của Tổng thống được quy định trong Tiêu đề II, Chương III của Hiến pháp.  Đây không phải là độc quyền và được bổ sung bởi các quy định của hiến pháp và pháp lý khác.
Trong công tác nội bộ:
- Thể hiện nhà nước và bảo vệ sự độc lập, thống nhất và toàn vẹn lãnh thổ.
- Bảo vệ việc tuân thủ Hiến pháp và hoạt động của các cơ quan công quyền.
- Chỉ định và bổ nhiệm Thủ tướng, phải được sự chấp thuận của quốc hội (Tổng thống không thể bãi nhiệm Thủ tướng.).
- Bổ nhiệm và bãi nhiệm các bộ trưởng, theo lời khuyên của Thủ tướng (một đề nghị của Thủ tướng chỉ có thể bị từ chối một lần; trong trường hợp đó, Thủ tướng không thể nộp lại đề cử tương tự cho chức vụ bộ trưởng, Tổng thống không thể từ chối bổ nhiệm một thứ hai, khác nhau, đề cử).
- Tư vấn cho Chính phủ về các vấn đề chính sách lớn.
- Chủ tịch Nội các khi các vấn đề lợi ích quốc gia liên quan đến chính sách đối ngoại, bảo vệ đất nước hoặc trật tự công cộng được tranh luận và, theo yêu cầu của Thủ tướng, trong các trường hợp khác.
- Giải quyết vấn đề của Quốc hội về các vấn đề lợi ích quốc gia.
- Hỗ trợ cho các dự luật (Tổng thống có thể yêu cầu Quốc hội xem xét lại một dự luật chỉ một lần).
- Đề xuất các hóa đơn để xem xét lên Tòa án Hiến pháp trước khi biểu thị sự đồng ý của ông.
- Triệu tập Nghị viện sau một cuộc bầu cử lập pháp.
- Yêu cầu các phiên họp bất thường của Quốc hội.
- Giải tán Nghị viện (Tổng thống có thể giải tán Nghị viện nếu không có phiếu tín nhiệm nào được thành lập chính phủ trong vòng 60 ngày sau khi yêu cầu đầu tiên được đưa ra, và chỉ sau khi từ chối ít nhất hai ứng cử viên Thủ tướng.).
- Gọi trưng cầu dân ý (sau khi tham khảo ý kiến của Quốc hội). Các cuộc trưng cầu dân ý như vậy là tư vấn và Quốc hội có thể chọn không thực hiện kết quả của họ. Tuy nhiên, nếu một cuộc trưng cầu dân ý là hợp lệ (điều này đòi hỏi phải có đa số phiếu ủng hộ và tỷ lệ bỏ phiếu trên 30%), Nghị viện có thể không lập pháp trái với kết quả trưng cầu dân ý.

Trong các vấn đề đối ngoại:
- Cam kết nhà nước, chính thức và làm việc ở nước ngoài.
- Kết luận các điều ước quốc tế do Chính phủ đàm phán và đệ trình lên Nghị viện để phê chuẩn.
- Bổ nhiệm và triệu hồi các đại sứ và đặc phái viên ngoại giao theo lời khuyên của Thủ tướng và Bộ trưởng Bộ Ngoại giao (làm theo lời khuyên đó là không bắt buộc).
- Nhận được thư tín nhiệm từ các phái viên ngoại giao nước ngoài.
- Phê duyệt việc thiết lập, đóng cửa hoặc thay đổi cấp bậc của các cơ quan ngoại giao.

Trong các vấn đề quốc phòng:
- Giữ vai trò là Tư lệnh tối cao của các lực lượng vũ trang.
- Chủ trì Hội đồng quốc phòng tối cao.
- Tuyên bố huy động lực lượng vũ trang, theo sự chấp thuận trước của Quốc hội (hoặc, trong trường hợp đặc biệt, phê duyệt tiếp theo).
- Thực hiện các biện pháp để đẩy lùi sự xâm lược vũ trang đối với đất nước.
- Thiết lập tình trạng bao vây hoặc tình trạng khẩn cấp (quốc gia hoặc địa phương, với sự chấp thuận của quốc hội sau đó).

Nhiệm vụ khác:
- Trao trang trí và các chức danh danh dự.
- Làm cho các cuộc hẹn với hàng ngũ quân sự cao cấp.
- Làm cho các cuộc hẹn đến văn phòng công cộng theo quy định của pháp luật.
- Cấp ân xá cá nhân.

Trong việc thực hiện các chức năng của mình, Tổng thống ban hành các nghị định. Các nghị định được ban hành theo Điều 91 (1) và (2), Điều 92 (2) và (3), Điều 93 (1) và Điều 94 a), b) và d) của Hiến pháp phải được Thủ tướng Chính phủ chỉ định để có hiệu lực.

## Danh sách tổng thống România
| STT | Chân dung  | Name (Sinh–Mất)                 | Thời gian tại nhiệm; Năm đắc cử | Thời gian tại nhiệm; Năm đắc cử | Đảng phái                             |
| --- | ---------- | ------------------------------- | ------------------------------- | ------------------------------- | ------------------------------------- |
| 1   |            | Ion Iliescu (sinh 1930)         | 20 tháng 6 năm 1990             | 29 tháng 11 năm 1996            | Mặt trận Cứu quốc (FSN)               |
| 1   | 1990, 1992 | Ion Iliescu (sinh 1930)         |                                 |                                 | Mặt trận Cứu quốc (FSN)               |
| 2   |            | Emil Constantinescu (Sinh 1939) | 29 tháng 11 năm 1996            | 20 tháng 12 năm 2000            | Đảng Dân chủ Nông dân Thiên chúa giáo |
| 2   | 1996       | Emil Constantinescu (Sinh 1939) |                                 |                                 | Đảng Dân chủ Nông dân Thiên chúa giáo |
| (1) |            | Ion Iliescu (Sinh 1930)         | 20 tháng 12 năm 2000            | 20 tháng 12 năm 2004            | Đảng Dân chủ Xã hội (PSD)             |
| (1) | 2000       | Ion Iliescu (Sinh 1930)         |                                 |                                 | Đảng Dân chủ Xã hội (PSD)             |
| 3   |            | Traian Băsescu (Sinh 1951)      | 20 tháng 12 năm 2004            | 21 tháng 12 năm 2014            | Đảng Dân tộc Tự do (PNL)              |
| 3   | 2004, 2009 | Traian Băsescu (Sinh 1951)      |                                 |                                 | Đảng Dân tộc Tự do (PNL)              |
| 4   |            | Klaus Iohannis (Sinh 1959)      | 21 tháng 12 năm 2014            | 12 tháng 2 năm 2025             | Đảng Dân tộc Tự do (PNL)              |
| 4   | 2014, 2019 | Klaus Iohannis (Sinh 1959)      |                                 |                                 | Đảng Dân tộc Tự do (PNL)              |
| 5   |            | Nicușor Dan (Sinh 1969)         | 26 tháng 5 năm 2025             | Đương nhiệm                     | Không đảng phái                       |
| 5   | 2025       | Nicușor Dan (Sinh 1969)         |                                 |                                 | Không đảng phái                       |